# Thomas Fitzpatrick
Thomas Fitzpatrick (contea di Cavan, 1799 – Washington, 7 febbraio 1854) è stato un esploratore statunitense, oltre che commerciante di pellicce, uomo di frontiera, trapper, e agente indiano. Era chiamato come "Broken Hand" ("Mano rotta") per la mano sinistra lesa a causa di un incidente con un'arma da fuoco

## Biografia
Thomas Fitzpatrick nacque nel 1799 nella contea di Cavan, in Irlanda. Dei suoi primi anni poco si conosce, tranne che egli proveniva da una buona famiglia di religione cattolica e che aveva due fratelli e quattro sorelle. Thomas si trasferì negli Stati Uniti intorno al 1816 e in quella nuova realtà il suo spirito pionieristico fu subito attratto dal richiamo del Far West. L'occasione propizia per lui si presentò nel 1822 quando il vicegovernatore del Missouri, generale William Henry Ashley, pubblicò su alcuni giornali di Saint Louis (Missouri) un annuncio con lo scopo di trovare "100 uomini intraprendenti" disposti a "risalire il fiume Missouri alla sua sorgente, dove verranno impiegati per uno, due o tre anni". Thomas entrò così a far parte del gruppo di trapper noto come "Ashley's Hundred" (I cento di Ashley) che includeva famosi mountain men come Jedediah Smith, James Bridger, James Beckwourth, Hugh Glass e i fratelli Milton e William Sublette.
La spedizione partì agli inizi di marzo del 1823 e, una volta giunta nella regione dell'upper Missouri (odierno Sud Dakota), il 1º giugno dovette subire un attacco violento da parte di 600 indiani Arikara. La battaglia, che gli storici collocano in quella che è nota come la guerra Arikara, ebbe un esito pesante per gli uomini di Ashley: tredici furono uccisi e undici feriti, oltre a subire la perdita di gran parte delle provviste che vennero sottratte dagli indiani.
Consapevole che era diventato impossibile il passaggio lungo il Missouri per la forte ostilità degli Arikara, Ashley inviò un gruppo di 15 uomini sotto il comando di Jedediah Smith e Thomas Fitzpatrick con il compito di trovare una rotta alternativa sulle Montagne Rocciose. Nel marzo del 1824 la spedizione attraversò il Continental Divide a South Pass e da allora quello divenne il passaggio obbligato sulle Montagne Rocciose per le carovane che percorrevano l'Oregon Trail dirette verso la costa del Pacifico.
Nel 1830, Jedediah Smith, David Jackson e William Sublette cedettero la loro compagnia di pellicce a Thomas Fitzpatrick, James Bridger, Milton Sublette e ad altri due trapper i quali formarono la Rocky Mountain Fur Company. Quattro anni dopo la società si sciolse e Fitzpatrick, dal 1836, cominciò a lavorare come guida per l'American Fur Company. In quello stesso anno, egli perse due dita della mano sinistra per lo scoppio accidentale del suo fucile.

### Guida

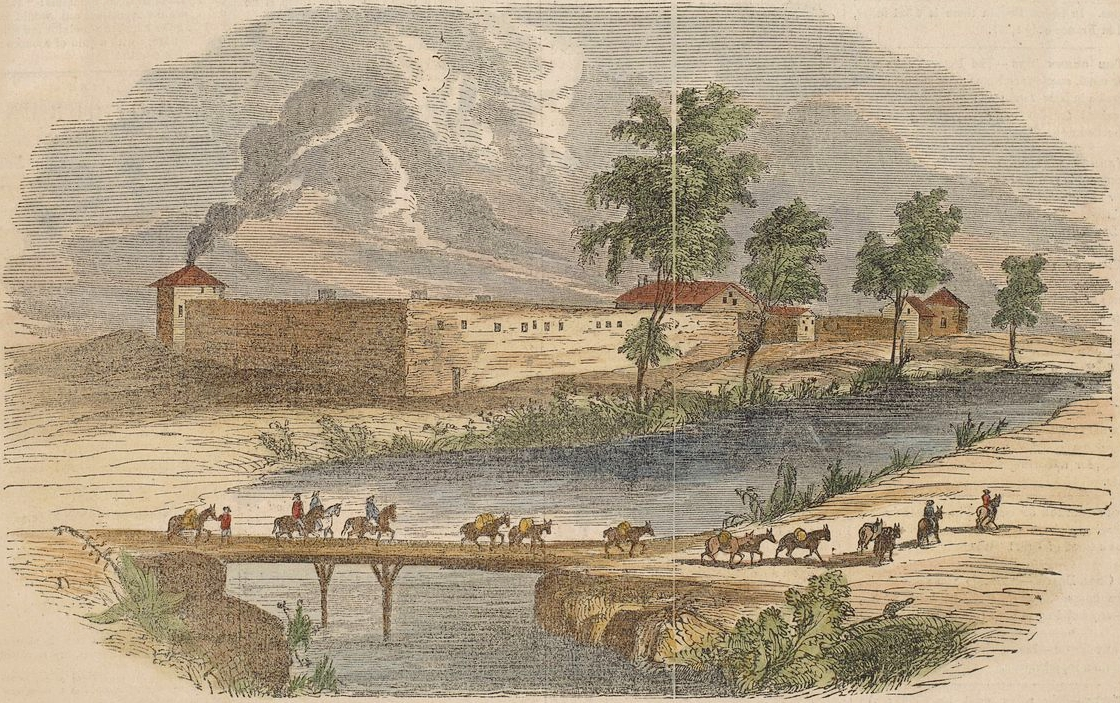
La spedizione di Fremont raggiunse Forte Sutter (Sacramento Valley) nel 1844

In quel periodo, a seguito del rapido declino del commercio delle pellicce, Fitzpatrick lasciò la sua vecchia attività per dedicarsi completamente a quella di guida. Nel 1836 e nel 1841 guidò le prime due carovane di emigranti dirette, attraverso il South Pass, verso quella regione che allora era chiamata Oregon Country. Nel 1843, insieme a Kit Carson fu guida ufficiale nella seconda spedizione condotta da John C. Frémont che aveva lo scopo di continuare il rilevamento e la mappatura dell'intero territorio dell'Oregon. Fitzpatrick fu anche guida per il raggruppamento di ingegneri topografici capeggiati dal secondo tenente James William Abert nell'esplorazione delle regioni dei fiumi Canadian e Arkansas e poi, nel 1845, per la spedizione che il colonnello Stephen W. Kearny fece nelle Montagne Rocciose e al South Pass. Successivamente, ancora una volta insieme a Kit Carson, prestò un utilissimo servizio come esploratore nella guerra messico-statunitense portando le truppe americane del colonnello Kearny ad occupare la città di Socorro nel Nuovo Messico (1846).

### Agente indiano
Nel 1846, Fitzpatrick fu nominato agente indiano per l'agenzia che aveva giurisdizione sulla regione attraversata dai fiumi Arkansas e Upper Platte ed entrò così in contatto con le tribù di nativi delle Grandi Pianure instaurando un buon rapporto con Lakota Sioux, Arapaho e Cheyenne. Nei successivi otto anni, Fitzpatrick fu uno strenuo difensore dei diritti degli indiani e, per questo motivo, essi lo apprezzarono e lo rispettarono chiamandolo Broken Hand (Mano rotta) a causa dell'infortunio alla mano sinistra di anni prima. Egli svolse un ruolo importante come negoziatore quando riuscì a portare a Fort Laramie tutte le tribù di indiani delle Grandi Pianure per la firma del Trattato di Fort Laramie del 1851 in quello che è stato il più grande consiglio di nativi mai tenuto nel west americano. Due anni dopo, a Fort Atkinson, nell'allora Territorio indiano (odierno Stato del Nebraska), Fitzpatrick firmò un analogo trattato con i le tribù di Apache delle pianure, Comanche e Kiowa per consentire il passaggio in sicurezza dei pionieri lungo il Santa Fe Trail.

### Ultimi anni e morte

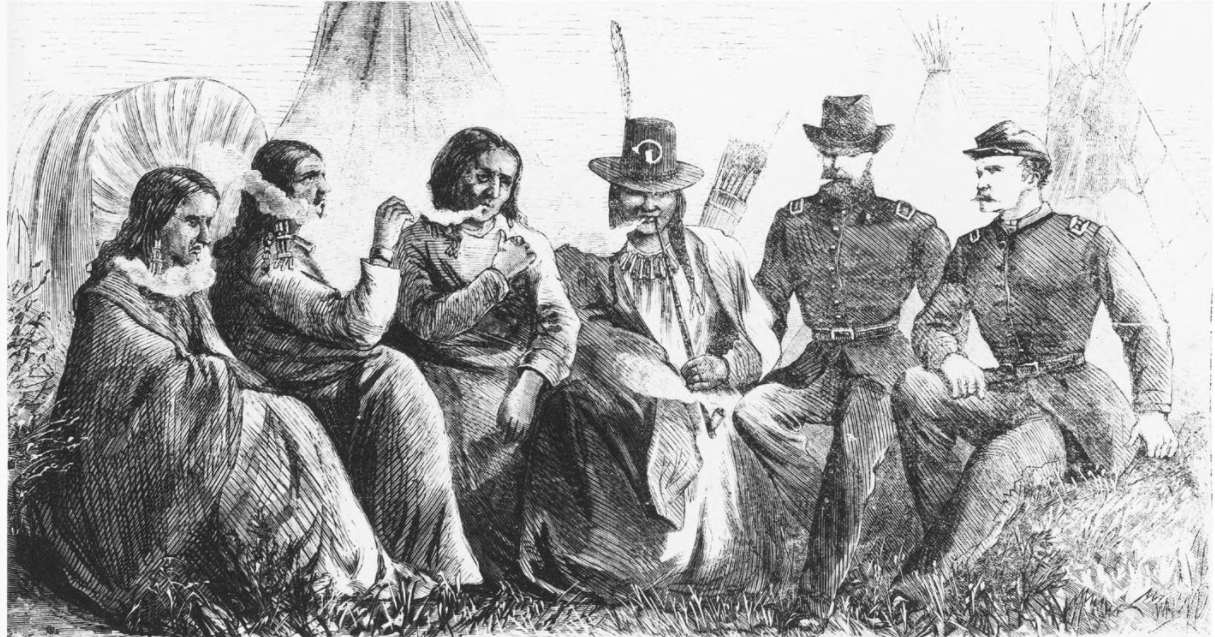
Margaret Poisal e capi Arapaho al consiglio per il Trattato di Medicine Lodge (1867). Disegno di Theodore R. Davis, conservato negli archivi della Smithsonian Institution

Nel 1849, all'età di cinquantun anni, Thomas sposò Margaret Poisal (Walking Woman), figlia adolescente di John Poisal, un commerciante di pelli francese, e di Snake Woman, una donna Arapaho. Margaret è stata una delle prime ragazze Arapaho a ricevere un'istruzione formale avendo frequentato una scuola conventuale a Saint Louis. I due sposi si stabilirono a Westport, un sobborgo di Kansas City (Missouri), e da quel momento in avanti Margaret affiancò Thomas nel suo lavoro di negoziatore di vari trattati di pace come interprete ufficiale per la lingua arapaho. Margaret continuò a svolgere questo compito per vari anni anche dopo la morte del marito contribuendo, tra l'altro, alla firma del Trattato di Medicine Lodge, in Kansas, tra il governo federale degli Stati Uniti e le tribù indiane delle pianure meridionali.
Thomas Fitzpatrick si recò a Washington alla fine del 1853 per la ratifica del trattato di Fort Atkinson, e lì si ammalò di polmonite e morì il 7 febbraio 1854. Venne sepolto nel Congressional Cemetery di Washington, l'unico cimitero americano della memoria nazionale che raccoglie i resti di molte delle maggiori personalità degli Stati Uniti d'America.